# Oehl
De Oehl is de eerste zijbeek van de Geul, gerekend vanaf de bron. Hij stroomt op het grondgebied van de Belgische gemeente Raeren (deelgemeente Eynatten). Een zijbeek van de Oehl is de Möschenbergsbach.

## De Geul
De Geul ontspringt op een aantal plaatsen in en bij (Belgisch) Lichtenbusch, aan de rand van het Aachener Wald, dicht bij de Duitse grens. Nadat de brontakken van de Geul bij elkaar gekomen zijn, stroomt de Geul nog even door een bosgebied, parallel aan de autosnelweg van Luik naar Aken (in België de A3, in Duitsland de BAB44), die bij Lichtenbusch de grens kruist. Daarna stroomt hij ongeveer een kilometer door weilanden, en komt steeds dichter bij de autoweg te liggen. Even voor Eynattermühle (bij de N68) neemt de Geul dan op haar linkeroever de Oehl op.

## De naam
De Geul heet in het Duits 'die Göhl', ook wel gespeld als 'die Goehl.' De naam van de eerste zijbeek vertoont dus veel overeenkomst met die van de hoofdstroom. Dat was ook vroeger al het geval. Omstreeks 1560 werd voor de Geul de naam Gael gebruikt, en heette de zijbeek Nael.

## Hydrografie

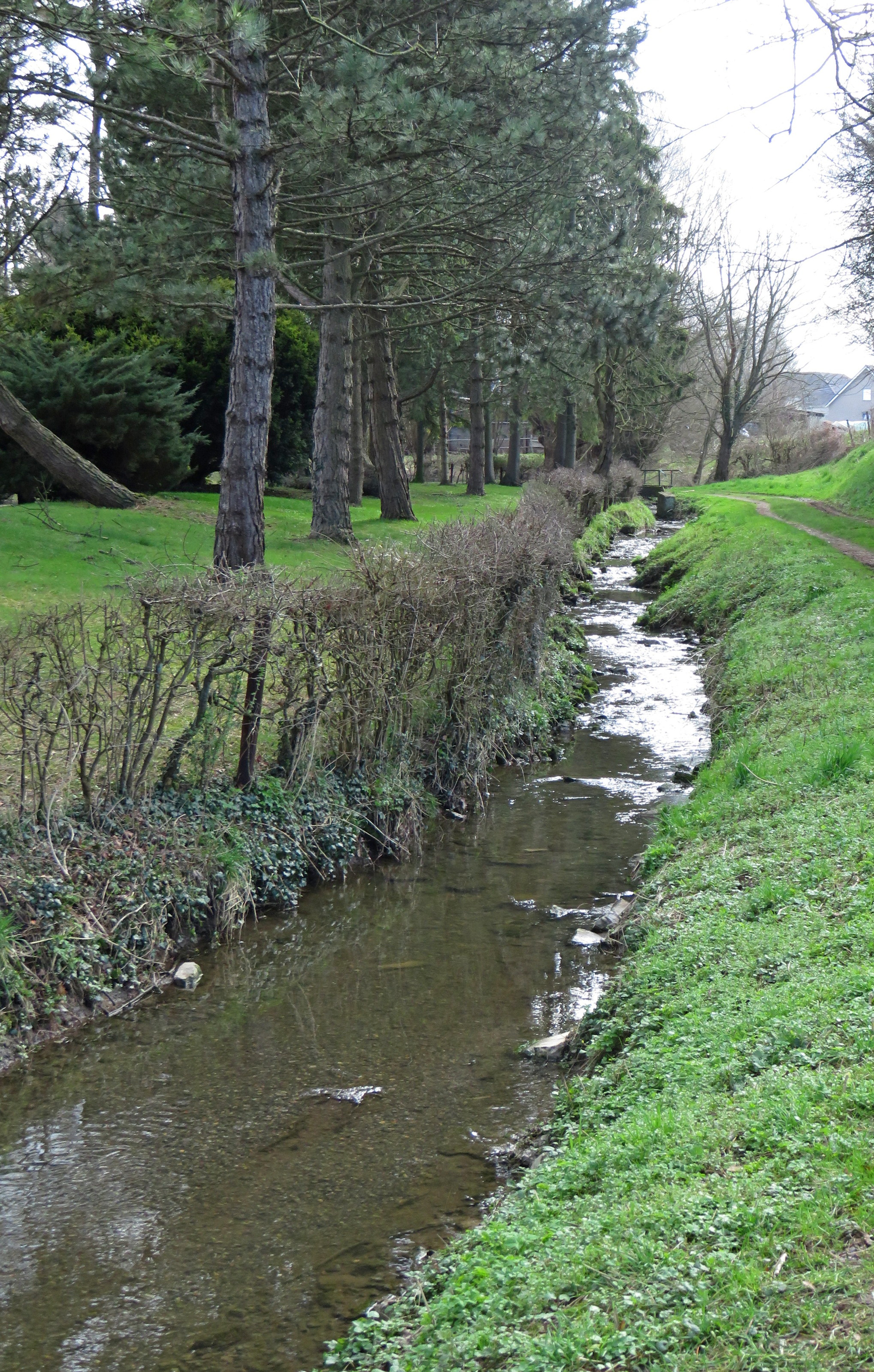
De Oehl achter de waterburcht Amstenrath in Eynatten

Omtrent de hydrografie van de Oehl valt het volgende te melden:
- de Oehl ontspringt op een hoogte van 275 m + NAP
- de Oehl mondt uit in de Geul op een hoogte van 255 m + NAP
- het verval is dus 20 m
- de lengte is 1700 m
- het verhang is dus 11,76[4]

In Eynatten bevonden zich twee waterburchten: het Herrenhaus (tegenwoordig meestal aangeduid als kasteel Amstenrath) en het Vlattenhaus. De eerste verkeert nog in goede staat; de laatste is vervallen tot ruïne (en inmiddels gemoderniseerd). Tussen deze twee burchten ligt een zeer krachtige bron. Die geeft de Oehl haar constante uiterlijk. Al veel zuidelijker, dicht tegen de waterscheiding Geul-Roer, aan weerszijden van de weg van Eupen naar Eynatten, treedt op allerlei plaatsen grondwater uit, dat zich, afhankelijk van de hoeveelheid neerslag, tot kleine waterlopen ontwikkelt, die de Oehl een deel van het jaar van water voorzien.
De bron in Eynatten, die rond 1975 een productie van ongeveer 3 m3 per uur had, heeft eeuwenlang voorzien in de waterbehoefte van de bevolking aldaar. Op de bron was een pompinstallatie aangebracht, die eenvoudig in werking kon worden gesteld door ieder die water nodig had. Pas omstreeks 1970 werd het dorp aangesloten op de waterleiding.
Het water uit de bron stroomt in een vijver, die de Oehl voedt. De Oehl ontvangt verder water van een aantal bronnen, bijvoorbeeld bij het Herrenhaus. Even ten noorden van het Herrenhaus gaat de Oehl onder de N68 door en stroomt dan door weilanden richting de autosnelweg A3. Halverwege komt een zijbeekje parallel aan de Oehl stromen. Dat wordt gevoed door een krachtige bron. Volgens Meerman neemt dit zijbeekje de Oehl op! Iets verderop komt dan ook de Möschenbergsbach er nog bij. Daarna duikt de beek onder de autosnelweg door en verenigt zich met de Geul. De hydrologische situatie in het laatste deel van het dalletje van de Oehl is door de aanleg van de autosnelweg ingrijpend veranderd.

### De Möschenbergsbach
Inzake de Möschenbergbach geldt:
- ontspringt op 277 m + NAP
- mondt uit in de Oehl op 257 m + NAP
- verval: 20 m
- lengte: 1650 m
- verhang: 12,12[4]

Ook voor de Möschenbergbach geldt dat er geen duidelijk beginpunt aan te geven is: ook hier talrijke uittredingspunten van grondwater. Het beekje krijgt ten zuidoosten van Eynatten duidelijk gestalte en stroomt dan naar het gehucht Möschenberg. Ten noorden van Möschenberg stroomt de beek door zeer drassige weilanden, die uiteindelijk overgaan in een moerasgebied waar de beek zich met de Oehl verenigt.